# Vandalismustaster

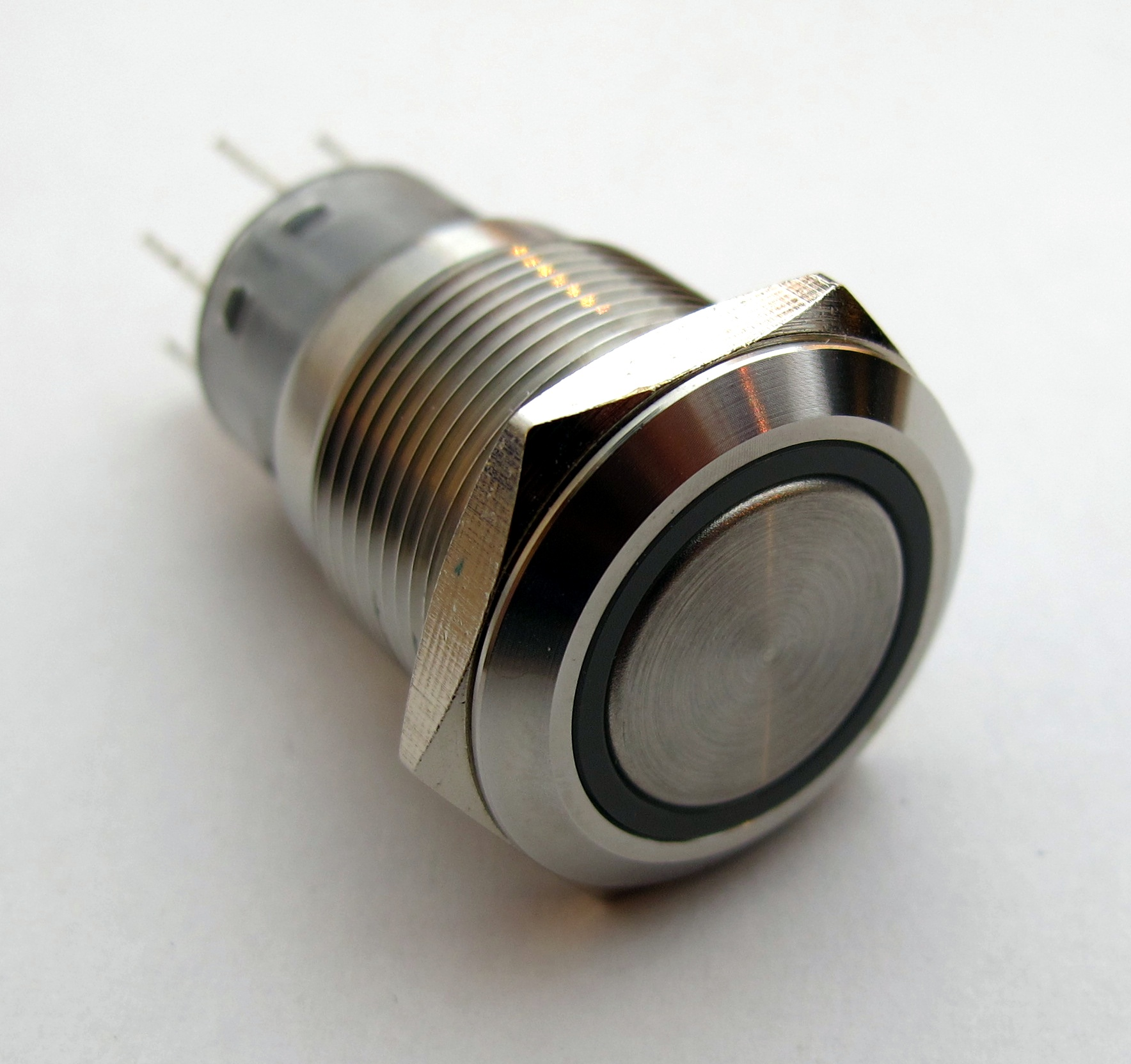
Vandalismustaster

Als Vandalismustaster wird in der Elektrotechnik ein Taster bezeichnet, der aufgrund seiner Bauart, den verwendeten Materialien und seiner stabilen Bauweise gegen Vandalismus geschützt ist.
Ein solcher Taster ist widerstandsfähig gegen:
- starke Hitze (Feuer)
- Herausreißen
- mechanische Gewaltanwendung (Tritte, Schläge)
- Manipulation

## Ausführungen
Die Taster gibt es in beleuchteter und unbeleuchteter Version. In der beleuchteten Version ist in der Regel ein in verschiedenen Farben leuchtender Ring rund um die Taststelle zu sehen, die es ermöglicht, den Taster auch bei Dunkelheit zu erkennen.

## Verwendung
Vandalismustaster werden oft im sozialen Wohnungsbau anstelle von normalen Klingeltastern eingesetzt. Die Vandalismustaster sind, wie normale Taster auch, in der Regel für Kleinspannungen bis 48 V ausgelegt.

## Trivia
Vandalismustaster werden aufgrund ihrer flachen und kleinen Bauart im Case Modding eingesetzt um diverse Funktionen des PCs ein- bzw. auszuschalten. In der Regel wird dann die beleuchtete Version verwendet.